# Ožbej
Ožbej je moško osebno ime.

## Izvor imena
Ime Ožbej je izpeljano iz imena Ožbalt.

## Pogostost imena
Po podatkih SURSs je bilo na dan 31. decembra 2007 v Sloveniji 225 oseb z imenom Ožbej.